# Edgecam
Edgecam ägs av Planit Group och är ett CAD/CAM-system avsett för CNC-beredning av styrda fräsar, svarvar och trådgnistar.

## Historia
Programmet utvecklades till en början av Pathtrace Limited, företaget såldes dock år 2006 till Planit som ett strategiskt steg på den industriella marknaden. Företaget Pathtrace, som utvecklade programmet till en början, grundades redan år 1984. Företaget ingick under år 2002 ett samarbete med LightWork Design där utbytet var att MachineWorks, ett CNC simulationsprogram, integrerades med Edgecam-programmet. I samband med utgivningen av Edgecam 11 under år 2006 innefattade programmet stöd för fyr- och femaxlad simultan fräsning som en anpassning till utvecklingen av avancerade fräsar.
Företaget ingick 2007 i ett strategiskt partnerskap med SMTCL vars tillverkning innefattar ett omfattande sortiment av skärande- och bearbetningsverktyg. Programmet uppskattades 2008 som ett av de fem största globala leverantörerna av CAM-mjukvara för industrin. Edgecam är Planit Groups huvudsakliga varumärke som rankades av Cimdata år 2010 som världens snabbaste växande försäljare av CAM-system, främst till industrin.

## Kompatibilitet
Den senaste utgåvan av programmet är kompatibelt med Microsoft Windows XP, Vista och 7. Edgecam är en certifierad applikation för programmen Solidworks, Autodesk Inventor och Solid Edge, vilket innebär att deras filer är kompatibla med varandra och kräver inte samma bearbetningsprocesser som kan behövas vid bearbetning av andra filtyper från andra program.

## Lanseringshistorik
| Namn         | Version | Datum           |
| ------------ | ------- | --------------- |
| Edgecam      | 7.5     | 2003, Januari   |
| Edgecam      | 8       | 2003, Oktober   |
| Edgecam      | 9       | 2004, Oktober   |
| Edgecam      | 10      | 2005, Oktober   |
| Edgecam      | 11      | 2006, Oktober   |
| Edgecam      | 12      | 2007, September |
| Edgecam      | 12.5    | 2008, Mars      |
| Edgecam 2009 | R1      | 2008, September |
| Edgecam 2009 | R2      | 2009, Mars      |
| Edgecam 2010 | R1      | 2009, December  |
| Edgecam 2010 | R2      | 2010, Maj       |